# Ilhabela
Ilhabela (en español: Isla Bella), a veces llamada São Sebastião, es el nombre de una isla y el único municipio-archipiélago brasileño oceánico. Está situado en la costa norte del Estado de São Paulo, en la microrregión de Caraguatatuba. La población estimada en 2007 fue de 23 886 habitantes. Tiene uno de los paisajes más agrestes de la región de la costa brasileña.
Con la apariencia general de un conjunto montañoso formada por el macizo de São Sebastião y el de Serraria, más allá de la península rugosa de Boi - la isla de San Sebastián se destaca como uno de los mayores accidentes geográficos y prominente de la Costa Norte, con los puntos más altos en el Pico de San Sebastián, de 1379 metros de altitud, el Morro Papagaio con 1307 metros, y el Morro da Serraria con 1285 metros.
Bañada por el océano Atlántico, la ciudad se encuentra, por carretera, a 215 km de la capital y a 140 km de la frontera con el estado de Río de Janeiro. Se encuentra justo al sur del Trópico de Capricornio, que pasa por encima de la cercana ciudad de Ubatuba. Las islas en total abarcan 348,3 km².

## Clima
El clima de la región es el tropical costero húmedo o Atlántico tropical. Tiene clima cálido y húmedo, con una temperatura anual promedio de 24,8 °C y precipitación anual de 1504 mm. El mes más caluroso es febrero con una temperatura promedio de 28,2 °C y el más frío es julio con 20.7 °C, la precipitación se concentra más en los meses de verano.
Sin embargo, debido a las diferencias altimétricas, es posible la aparición de diferentes climas en Ilhabela, como el tropical de altitud y mismo el subtropical en las zonas montañosas y en las cumbres. Zonas muy altas (superior a 1000 m) tienden a presentar temperaturas considerablemente inferiores a las de la parte que se encuentra en el nivel del mar.

## Turismo

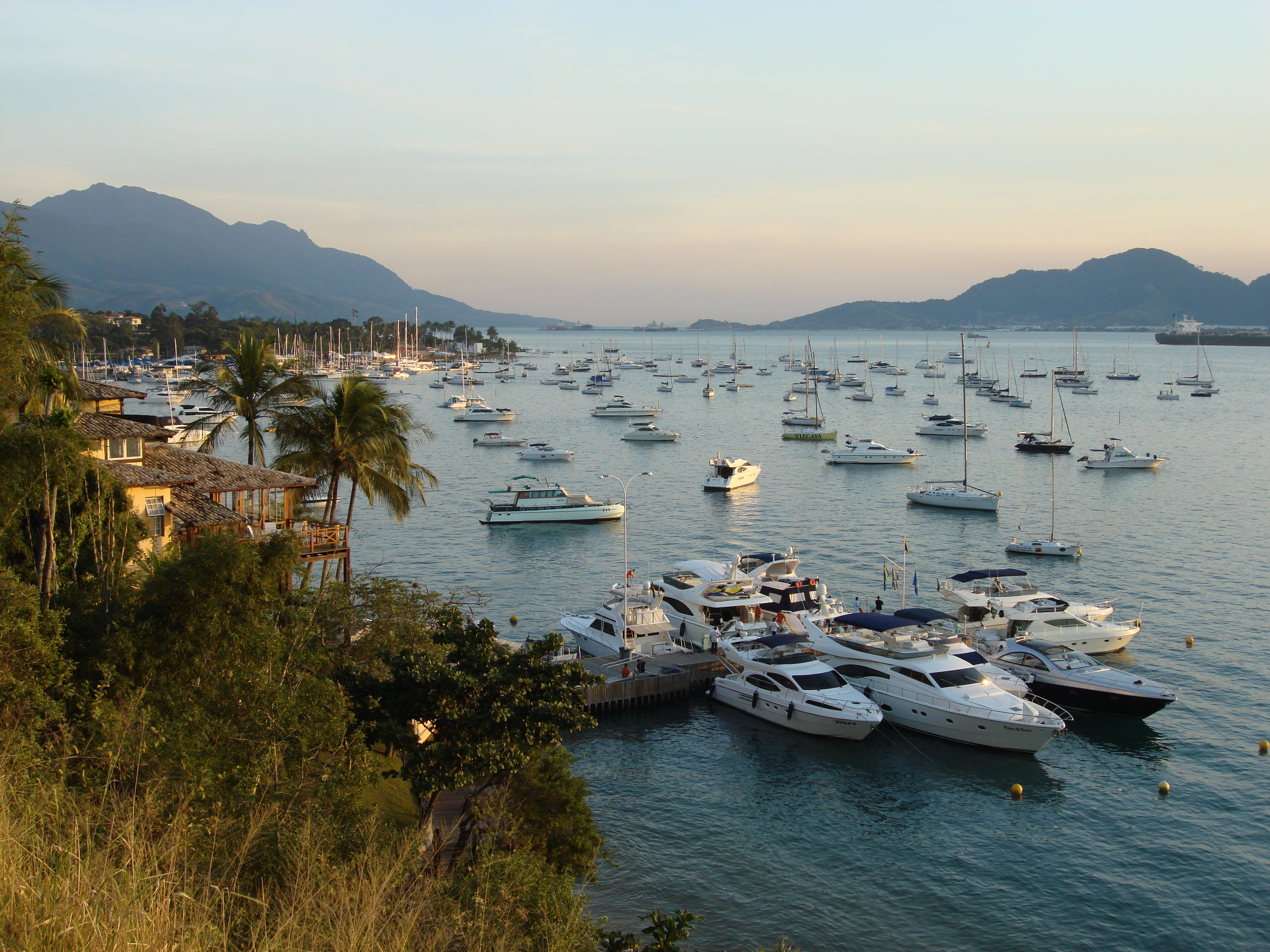
Ilhabela popular punto de vela.

El turismo mueve la economía durante la temporada. La población llega a multiplicarse hasta cinco veces esta temporada en los meses de diciembre, enero y febrero. Cada año crece el número de turistas. Ilhabela es conocida por sus playas, cascadas, y senderos... aunque también por sus borrachudos, una especie de insectos simúlidos, de la familia conocida en español como "moscas negras", cuyas hembras hematófagas propinan dolorosas picaduras.
Ilhabela es muy famosa por ser un popular punto de vela. Varias regatas llevan a cabo en Ilhabela. Además, es muy popular para muchos otros deportes acuáticos, incluyendo buceo y buceo libre. Las aguas que rodean el archipiélago se rellenan con más de 50 naufragios, seis de ellos se abre para visitar a través de buceo.
Hay muchos senderos con diferentes grados de dificultad y 360 cascadas en la típica selva atlántica.

## Playas

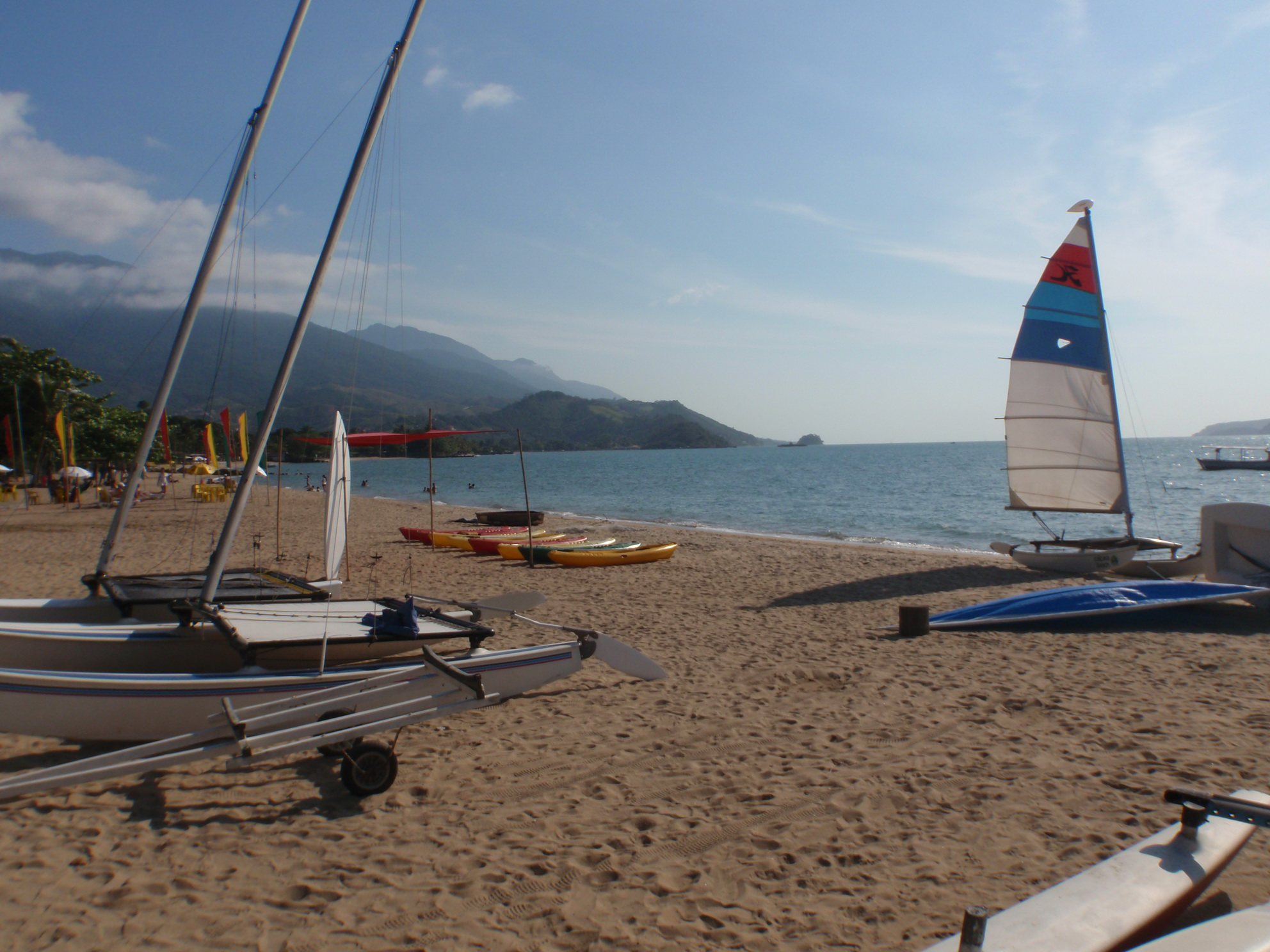
Playa del Pereque

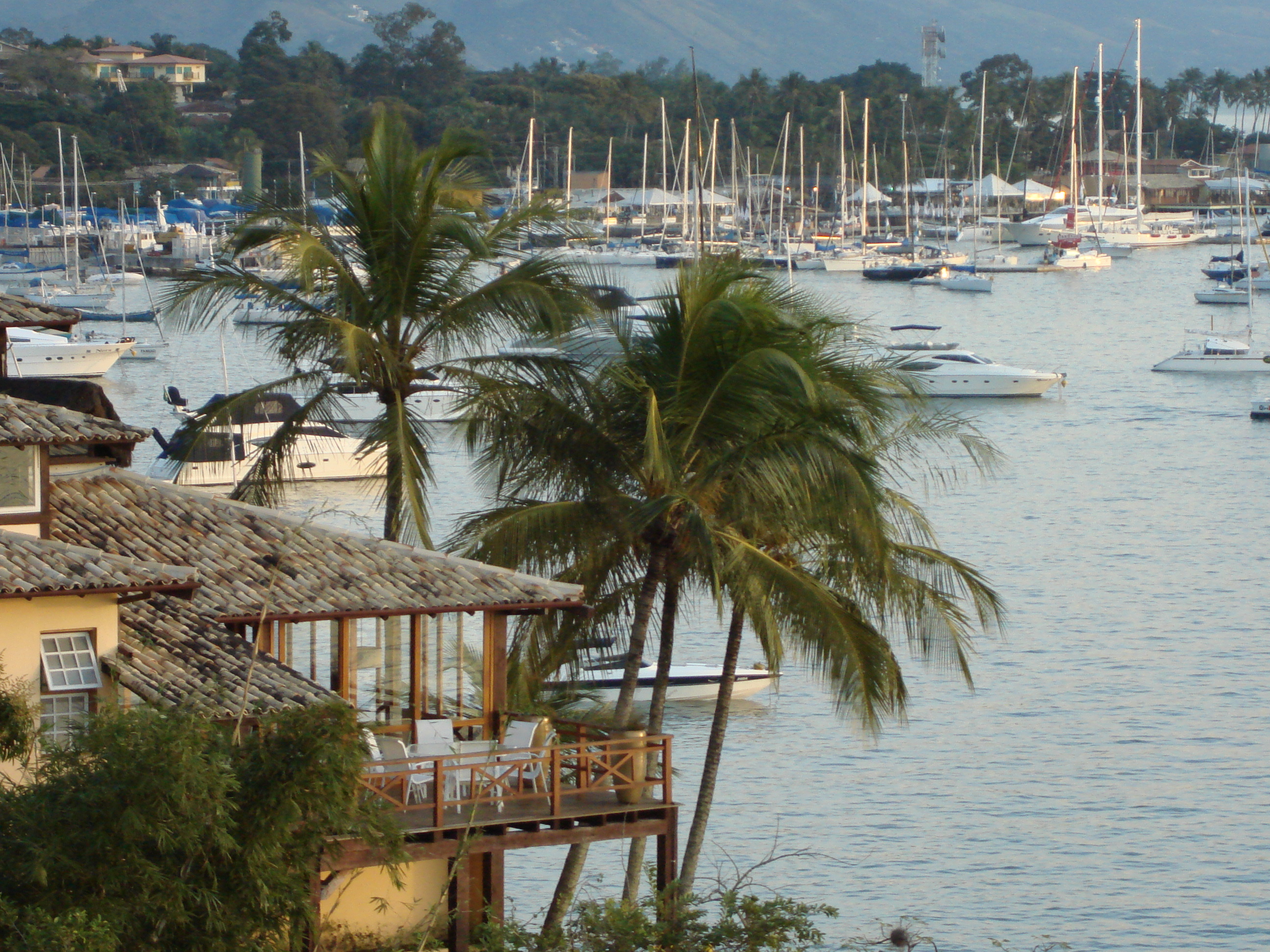
El turismo y Ilhabela

Hay 41 playas en la isla principal. Los ubicados a lo largo del canal son en general, contaminados y urbanizados, mientras que el frente al mar en la cara norte y sur son limpias y menos afectados por los humanos.

## Transporte
La única manera de acceder a la isla en coche es por medio de la carretera Doutor Manuel Hipólito Rego (SP-055) para luego tomar los barcos transbordadores que cruzan el canal. Los barcos pueden llevar hasta 70 vehículos y llevan 15 minutos para navegar a través de los 2,4 km que separan las dos estaciones. 
Ya una vez en la isla, la principal carretera es la SP-131, que la atraviesa a lo largo de la cara oeste y cubren la mitad de camino en las caras norte y sur (estas últimas no están pavimentadas). Tiene diferentes nombres a lo largo de su trayectoria.